# Bredstrup
Bredstrup er en lille by i Sydjylland med 439 indbyggere  (2024). Bredstrup er beliggende en kilometer syd for Pjedsted, ni kilometer vest for Fredericia og 17 kilometer syd for Vejle. Byen tilhører Fredericia Kommune og er beliggende i Region Syddanmark.
Den hører til Bredstrup Sogn, og Bredstrup Kirke samt Bredstrup-Pjedsted Fællesskole ligger i byen.